# Sauerstücksee
Der Sauerstücksee (auch: Sauerstocksee) ist ein Seenkomplex in der Gemeinde Grafenrheinfeld im Landkreis Schweinfurt. Er besteht aus neun Seen und Weihern, von denen sieben zum 40 Hektar großen, geschützten Landschaftsbestandteil „Sauerstücksee und Hirtenbachaue“ gehören, vereinfacht auch Vogelschutzgebiet Sauerstücksee genannt.

## Lage
Der Sauerstücksee liegt unmittelbar nördlich des 50. Breitengrads, 350 Meter südlich der südlichen Stadtgrenze Schweinfurts und 1 Kilometer östlich des Orts Grafenrheinfeld, am westlichen Rand des Schwebheimer Waldes.

## Geschichte
Von 1967 bis 1969 wurde der heutige Maindeich unmittelbar entlang des Mains erstellt. Die Ebene zwischen Schwebheimer Wald und Grafenrheinfeld war zuvor Überschwemmungsgebiet. Seit den 1960er Jahren baute die Schweinfurter Baufirma Glöckle großflächig Sand und Kies ab, wodurch der Sauerstücksee entstand. Ersatzmaßnahmen für den Naturschutz gab es damals noch nicht, weshalb die Gemeinde Grafenrheinfeld einen Campingplatz plante. In Folge eines Umdenkens wurden 35 Hektar angekauft und mit einem Landschaftsplan ein Naturschutzprojekt mit Unterstützung des Freistaates Bayern initiiert.

## Flora und Fauna
Das Vogelschutzgebiet Sauerstücksee gehört noch zum Bereich der Vogelschutzrichtlinie SPA, die sich über den westlichen Schwebheimer Wald erstreckt. Zum Vogelschutzgebiet gehören Schilffläche und Wiesen, die die Seen umgeben. Das Gebiet gewann in den letzten Jahren an Bedeutung für die an Wasser und Feuchtgebiete gebundenen Arten.
Für die Vogelfauna ist es ein wichtiges Brut-, Rast- und Überwinterungsgebiet. Hier sind u. a. Silberreiher, Graureiher, Graugänse, Kanada- und Nilgänse sowie Schwäne anzutreffen.

## Touristische Erschließung
Vom Ort Grafenrheinfeld führt im Norden der Kapellenweg und im Süden der Fronseeweg über landwirtschaftliche Wege ostwärts zum Sauerstücksee. Hier führt ein Rundwanderweg um das Vogelschutzgebiet und zudem ein Pfad quer von West nach Ost durch das Areal Richtung Schwebheimer Wald. An der Südwestecke des Vogelschutzgebietes befindet sich eine Aussichtsplattform.

Sauerstücksee und Hirtenbachaue
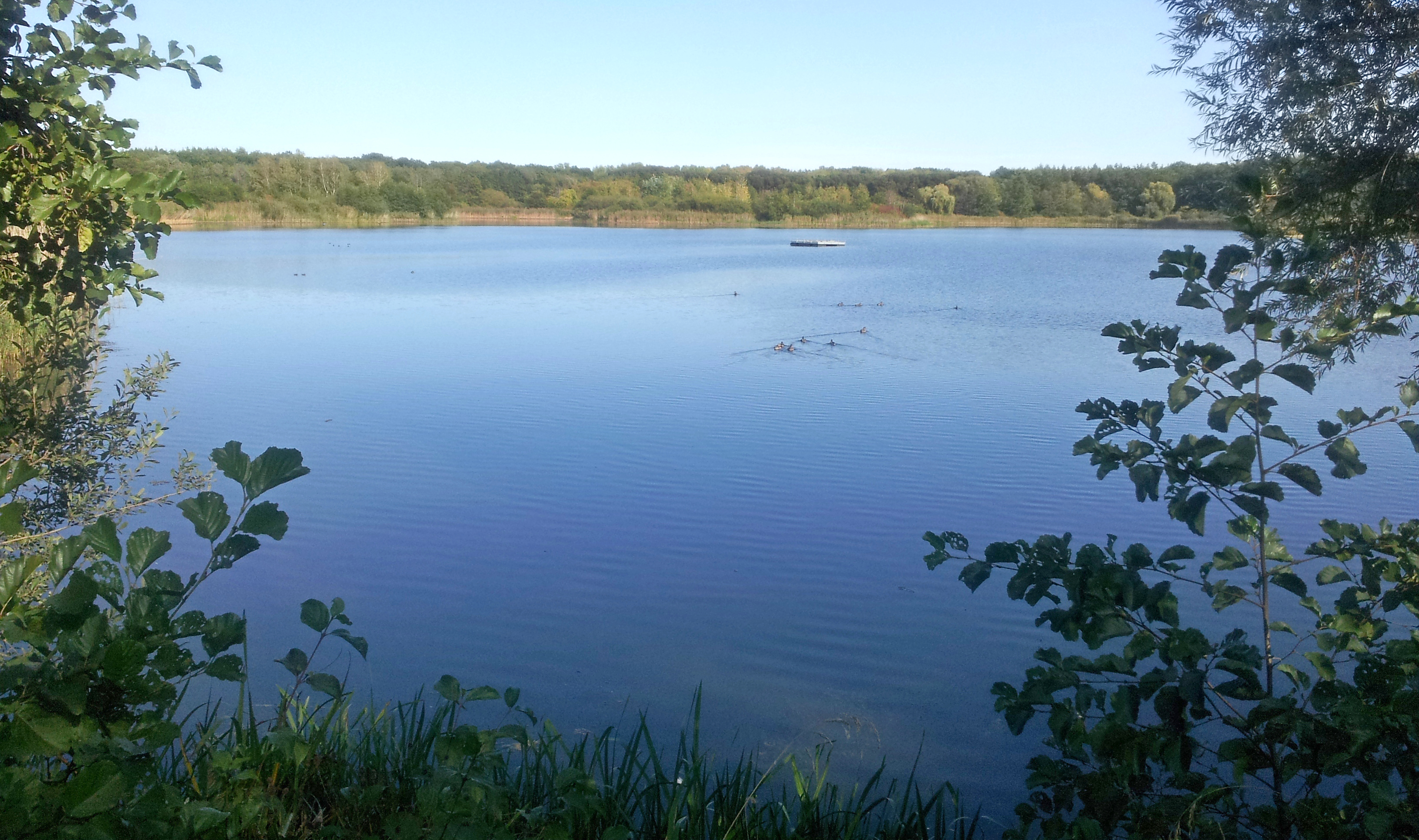
Sauerstücksee
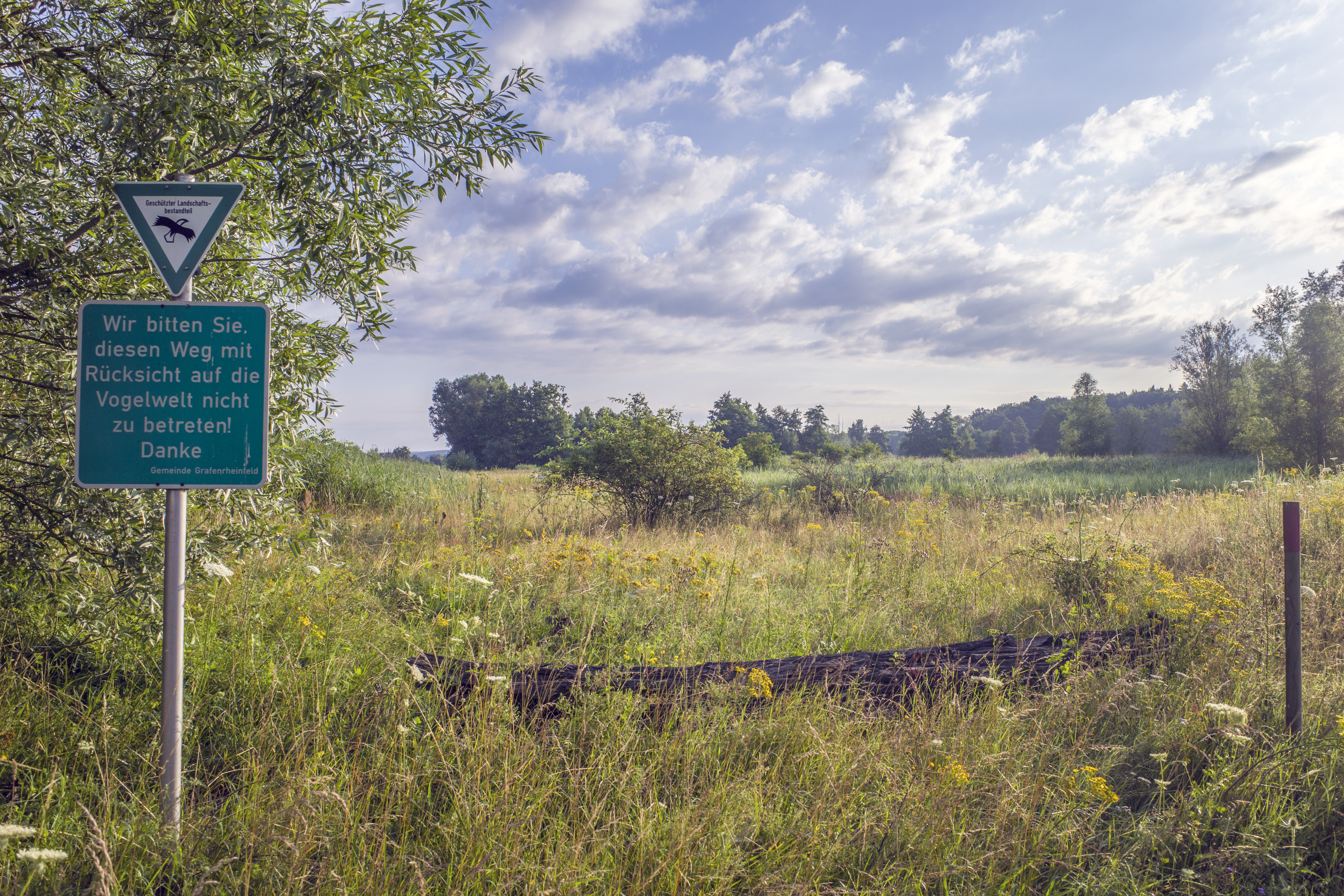
Wiese südlich vom Sauerstücksee
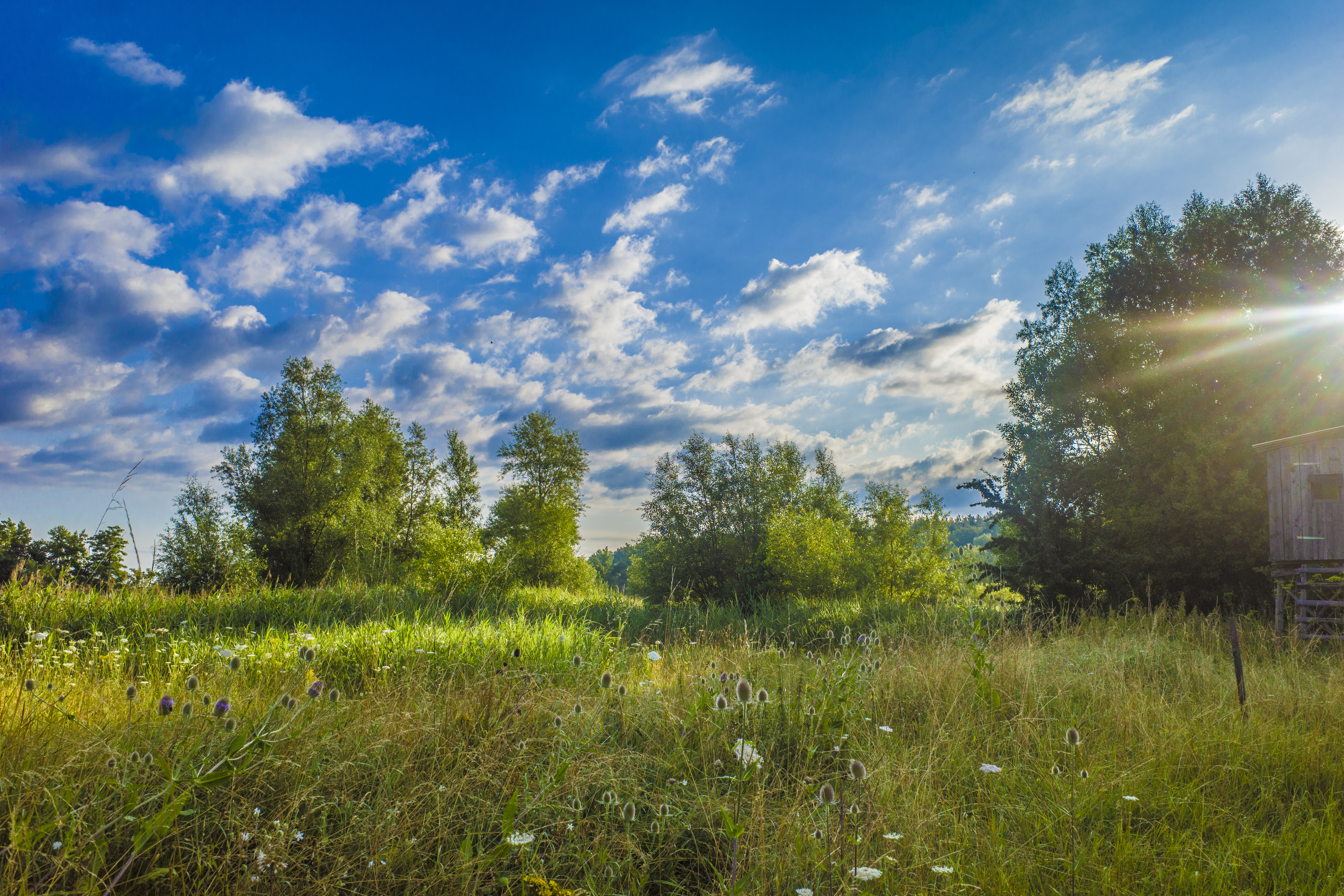
Am Weg aus Grafenrheinfeld Richtung Hirtenbach
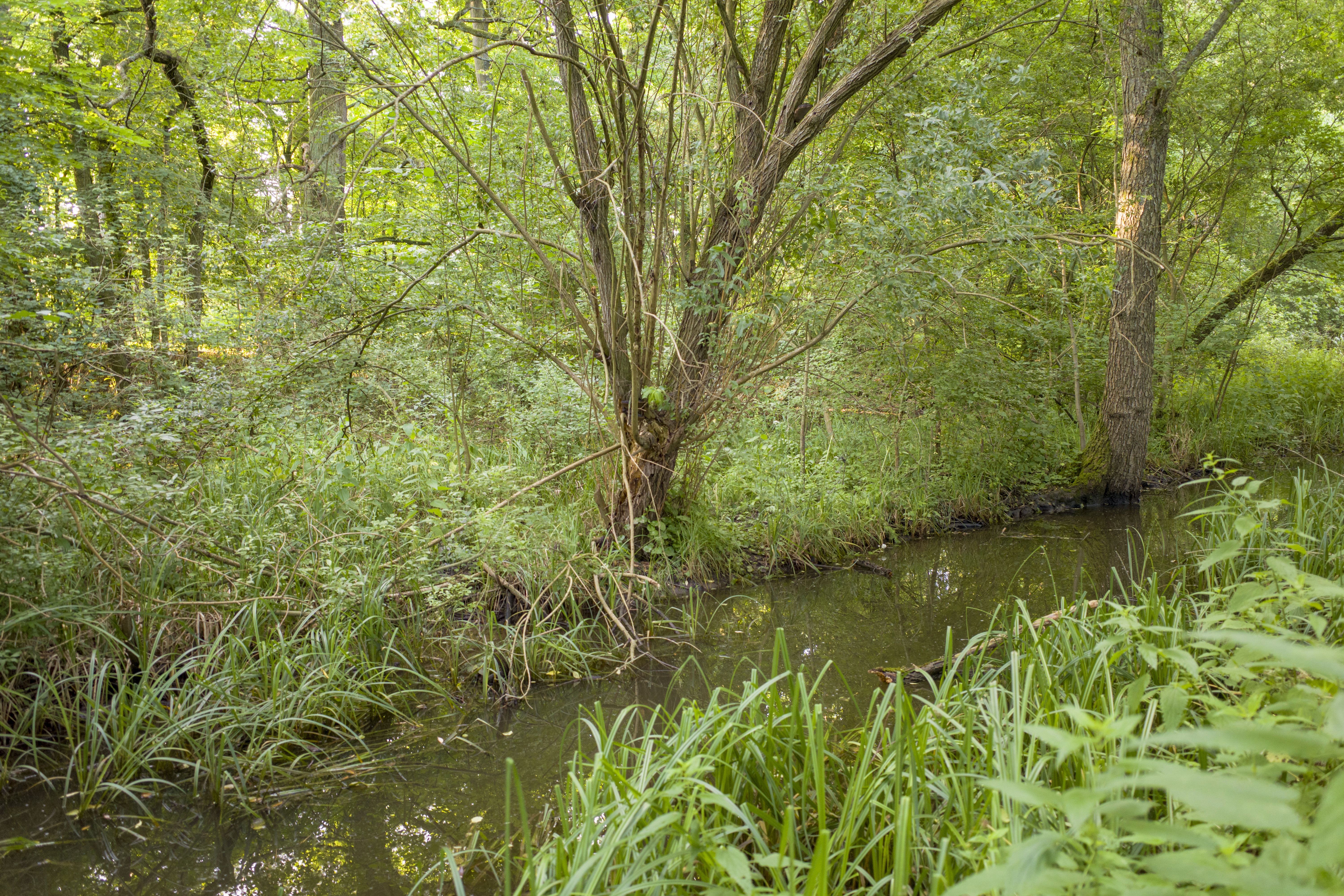
Hirtenbach